# 安東氏
安東氏（あんどううじ、あんどうし）は、日本の鎌倉時代から戦国時代の末まで陸奥国・出羽国の北部に勢力を張った武士の一族である。本姓は安倍を称した。
なお諸史料に現れるアンドウの表記について、主として鎌倉時代から南北朝時代にかけての津軽時代には「安藤氏」、室町時代中期以降の秋田時代には「安東氏」とされている例が多いことから、個人名表記は概ね15世紀半ばまでを「安藤」、以降を「安東」とするが、本稿では便宜上、他氏族との混同を避けるため、氏族名を「安東」で統一して叙述する。なお、安藤氏と表記する場合、他の家系と区別するため津軽安藤氏と呼ぶ例がある。

## 概要
『保暦間記』によると安藤五郎が鎌倉時代初期に津軽地方に置かれ蝦夷対応に当たったのが始めとされているが、正確なところは不明である。鎌倉時代末期には御内人として蝦夷沙汰代官職を務め、津軽地方を本拠地に西は出羽国秋田郡から東は下北半島まで一族の所領が広がった。のち二家に分裂し檜山郡と秋田郡にそれぞれ割拠し、室町時代には秋田郡の一族が京都御扶持衆に組み入れられている。二家は後に統合し戦国大名となった。本家は16世紀後半以降秋田氏を名乗り江戸時代を通じて大名として存続し、明治維新後は子爵となった。

## 出自をめぐる諸説
安倍貞任第2子の高星を始祖とする系譜を伝えている が、その実際の家系については、『保元物語』に登場する信濃の安藤次、安藤三との関係などを指摘する説、『吾妻鏡』に登場する三沢安藤四郎との関係などを指摘する説、駿河国安東庄由来とする説 がある。なお三河安藤氏に伝わる『安藤系図』（『続群書類従』巻第170所収）には、源頼朝の奥州攻めに際して安藤小太郎季俊が先導をし、その子季信が幕府から津軽の警護を命じられたとある。
安東氏の後裔である旧・子爵秋田家には、家祖の安倍貞任を長髄彦の兄である安日の子孫とする系図が残っており、このため安東氏を蝦夷とする見解と蝦夷ではないとする見解の対立がある が、家系伝承については蝦夷の祖を安日に求めた室町期成立の『曽我物語』の影響を受けている可能性が高いため、信憑性は低いと考えられている。ただし、自らを「朝敵」であった蝦夷の子孫とする系図を伝えてきたことが、北奥地方に独特の系譜認識を示すものとされている。
1990年代以降の研究では、陸奥国一宮鹽竈神社の社人であり当神社の神領管理をしていたこと、「津軽山賊」と記載された史料があることなどから、海民、山民としての性格を持つ豪族であったとも推定されている。

## 歴史
安東氏の歴史は長期にわたるため、ここでは黒嶋敏の分類 に従い、惣領家がエソカ島（夷島）に没落する15世紀前半までを第1期、檜山安東氏成立期の15世紀後半を第2期、夷島が安東氏の統制から離れ蠣崎氏が台頭する一方で、湊安東氏の幕府との通交が増加する16世紀半ば過ぎまでを第3期、元亀元年（1570年）の両家統合以降の第4期に区分する。

### 第1期（津軽期）

#### 蝦夷管領
『保暦間記』によると北条義時の頃、安藤五郎 が東夷地の支配として置かれたとされ、『諏方大明神画詞』では安倍氏の後胤である安藤太が蝦夷管領となったとされている。これらの史料から安東氏は、鎌倉中期頃から陸奥に広範囲の所領を有した北条氏惣領家（得宗）の被官（御内人）として蝦夷の統括者（蝦夷沙汰代官職）に任ぜられ、北条氏を通じて鎌倉幕府の支配下に組み込まれていったものと考えられている。なお、得宗被官としての「階層」は得宗家より送り込まれた津軽曾我氏らより下位であるとする見解 がある。
また、『日蓮聖人遺文』の「種種御振舞御書」には建治元年（1275年）のこととして「安藤五郎は因果の道理を弁へて堂塔多く造りし善人也。いかにとして頸をばゑぞにとられぬるぞ。」との記載がある。これを、真言宗に改宗したためアイヌに殺害されたとする意見 もあるが、この頃元が樺太アイヌを攻撃したことが元史に記録されていることから、ここでいう「ゑぞ」をアイヌではなく広く北方の異民族と解し、永仁5年（1297年）5月には安藤氏がアイヌを率いて黒龍江流域に侵攻しキジ湖付近で交戦となり元に討たれたのではないかと推察する説 もある。しかし、安藤氏のアイヌに対する支配関係には疑問も出されている。
安藤五郎と安藤太の史料から、元来の惣領家であった五郎家と太郎家が並立していたと想定する見解がある。また、西浜安藤氏と外の浜安藤氏の並立を前提に、安藤氏の乱の前に「蝦夷管領」の座が外の浜安藤氏から西浜安藤氏に一時移っていたとする説もある。

#### 安藤氏の乱
鎌倉末期の元応2年（1320年）から元亨2年（1322年）にかけ出羽の蝦夷が蜂起したことをきっかけとして 一族で争いが起こり、正中2年（1325年）に北条高時が蝦夷沙汰代官を又太郎季長から従兄弟である五郎三郎季久に代えると、争乱は幕府への反乱に発展する。この争いを、上述したモンゴルの樺太侵攻後の講和を巡る方針争いによるとする見解 と、前述の五郎家及び太郎家の並立を前提に蝦夷の蜂起を機に「蝦夷の沙汰」が安藤太の子孫から安藤五郎の子孫へ移行したための抗争とする説 がある。『鎌倉年代記』によると嘉暦元年（1326年）季長が捕らえられ、翌嘉暦2年（1327年）には季長郎従の季兼が誅殺され、更に翌嘉暦3年（1328年）に和談が成立している。和談の内容は、季長の本領であった津軽西浜のうち関（現・青森県深浦町関）及び阿曽米を季長の一族に安堵し、それ以外の所領は季久領とするというものであったと推定されている が、津軽西浜を季久の本拠地とする説 もある。季長のその後の消息については諸説ある。

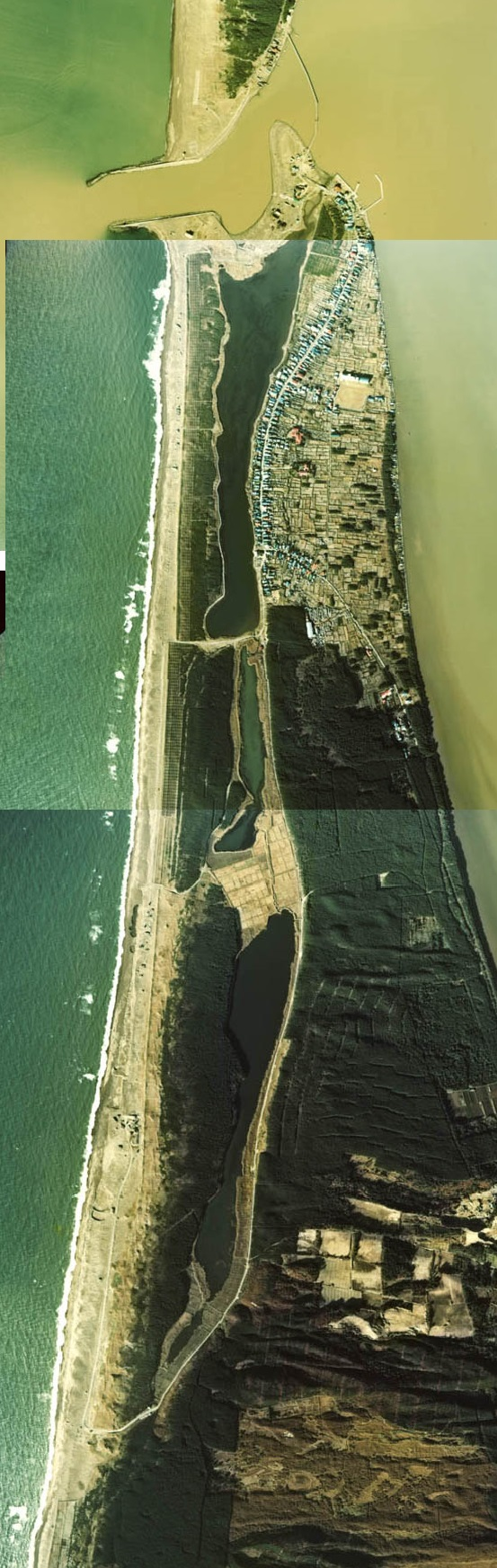
十三湊の空中写真（1975年）

#### 所領の広がり
安東氏は、鎌倉時代末期から南北朝時代を通し、津軽十三湊を本拠地とし栄えたと言われているが、十三湊を支配した時期については諸説あり確定していない。
鎌倉末期から南北朝時代における安東氏の支配領域は、宗季（上記の季久とする説 が有力）による譲状や師季に対する北畠顕家安堵状によると、陸奥国鼻和郡絹家島、尻引郷、片野辺郷、蝦夷の沙汰、糠部郡宇曾利郷、中浜御牧、湊、津軽西浜以下の地頭代職となっており、現在の青森県地方のうち八戸近辺を除く沿岸部のほとんどと推定されている。
上記で安堵された所領には、十三湊も、系図により本来の根拠地とされている藤崎も含まれていないが、「湊」を十三湊とする見解、十三湊は「蝦夷の沙汰」に含まれるとする見解、「津軽西浜」に含まれるとする見解（「湊」は大畑湊と見る）などがある。しかし、安東氏の十三湊進出自体を遅く見る見解 もあり分かれている。また藤崎についても諸説あり、よく分かっていない。
安東氏の所領は中央部の武士団に比べて面積が広大であり、国家の境界外に及んでいる点が指摘されている が、その実態は交易を通じての経済的権益であると推定されている。その勢力は津軽海峡を跨いで夷島に及び、夷島南部に家臣を移配させ、もしくは渡党（和人勢力とする説もあるが 疑問も呈されている）の有力者を被官として現地責任者としたとも想定される。

#### 南北朝と二家分立
安東氏一族の所領は現青森県地方・道南地方に留まらず、鎌倉中期から橘氏の支配を離れた出羽小鹿島が北条氏の所領となり、安東氏がその地頭代となったのではないかとする説もあり、惣領家とは別の安東一族の海を通じた広がりが推定されている。鎌倉時代後期 から室町時代 には、南下し秋田郡に拠った一族は上国家を称した。
対して、津軽に残った惣領家は下国家と称した。下国家は宗季以降5代にわたり続き、南北朝時代には南北両朝の間を巧みに立ち回り、本領の維持拡大に努め、室町時代初期にかけて勢力は繁栄の最盛期を迎えた。安藤氏は、関東御免船として夷島を含む日本海側を中心に広範囲で活動する安藤水軍を擁し、しばしば津軽海峡を越え夷島に出兵し「北海の夷狄動乱」の対応にあたっていた という。齊藤利男は、14世紀末に夷島での反乱を鎮圧した下国家が、その功績により秋田湊一帯及び夷島日本海側の支配権を室町幕府から委ねられ、湊家を興したとしている。応永30年（1423年）には足利義量の将軍就任を祝い安藤康季が馬20頭、鷲羽50羽分、鵞眼20,000疋、海虎皮30枚、昆布500把を献上している。また、康季は足利義量御内書上では安藤陸奥守として見えるが、若狭国羽賀寺の再建に際しては奥州十三湊日之本将軍と称している。なお、盛季以前の下国家の系譜は諸系図によりまちまちであり、一級史料に見える名と系図の名が一致しない等系図の信憑性に疑問が持たれているため、実態については、いまだ研究の途上にあるが、盛季以降の系譜については生没年等に諸説あるものの、ほぼ疑いのないものと考えられている。
しかし下国家は最盛期後間もなくの15世紀半ば頃、東の八戸方面から勢力を伸ばしてきた南部氏に追われ夷島に逃れた後、いったん室町幕府の調停で復帰したものの再度夷島に撤退 し、夷島から津軽奪還を幾度も試みたが果たせなかった。近年の発掘結果からは、十三湊遺跡の最盛期は14世紀半ばから15世紀前半と推測されており、文献資料と矛盾しない結果となっている。なお、「興国元年の大海嘯（津波）」により十三湊が衰退したとの伝承に関しては、存在しなかった可能性が高いとする論文 があるほか、発掘調査においても津波の痕跡は検出されていない。
下国家と上国家は、それぞれ陸奥国北辺と出羽国北辺で蝦夷管領の役割を果たしていたとも推察されている。更に、室町幕府の奥羽大名施策において、両安東氏を屋形号を称する家柄として秩序立てていたとする見解もある。この頃から「安藤」の表記を「安東」とする例が多くなるが理由は明らかでない。

### 第2期（檜山安東氏成立期）

道南十二館

政季は分家の潮潟安藤家出身であったが、下国家の夷島撤退のころ南部氏の捕虜となり、まもなく南部水軍の根拠地であった田名部（現・青森県むつ市）を知行し「安東太」を称した。これを、南部氏が政季を傀儡とし北方海域の各地に広く分布していた安藤氏の同族を掌握したため、北方海域の安定化と幕府権威の浸透につながったとし、このとき下国家は絶家し、潮潟安藤政季から新たに檜山安東氏が始まるとしている説がある。
しかし政季もまた南部氏と対立し戦闘に敗れて夷島に撤退している。このとき、夷島に12の拠点（道南十二館）を設け三守護職を代官として設置したことが『新羅之記録』に記載されているが、実態は政季の弟の安東家政あるいは一族の安東定季が一人守護として統括していたとする見解も出されている。松前藩家老を務めた寄合席下国氏は、この家政の子孫を称している。なお、政季・家政兄弟の夷島撤退と夷島における勢力扶植について、従来一色義貫を経由し下国家の取次を行ってきた畠山満家の死去を受け、細川勝元が北方交易の権益を畠山氏から奪取することを目的に行った出来事だとする見解がある。
政季は湊堯季の招きに応じ、康正2年（1456年）、夷島から出羽国小鹿嶋に渡り、明応4年（1495年）、子の忠季とともに津軽と隣接する「河北千町」を領していた葛西秀清を滅ぼしてここに本拠を構えた。これにより北奥羽の勢力均衡が崩れ、コシャマインの戦いや蠣崎蔵人の乱が起こり、北方海域における戦国時代の到来となったとする見解がある。この地の本拠地として政季が築城を開始し忠季が明応4年（1495年）に修築を完了したのが、檜山城である。一方で檜山下国氏を津軽下国氏の末裔とする信頼できる史料はないとする異論もある。
なお、1482年（文明14年、成宗13年）に、朝鮮国王成宗に対し大蔵経を求める使者を送った夷千島王遐叉を檜山安東氏とする見解がある。

### 第3期（両家並立期）
この頃の下国家は幕府との関係性が薄く、後述するように中央との交流が頻繁な湊家とは性格が異なることから、海賊的存在であったとの指摘がある。同様に書札礼の研究から、湊家を越後国守護代長尾氏より家格が上とし、下国氏は長尾氏より下とする指摘がある。また、下国・上国の二家は相対しながらも檜山郡と秋田郡とを分け合い、一連の湊騒動を除き戦闘は確認されていない。

#### 下国家（檜山安東氏）

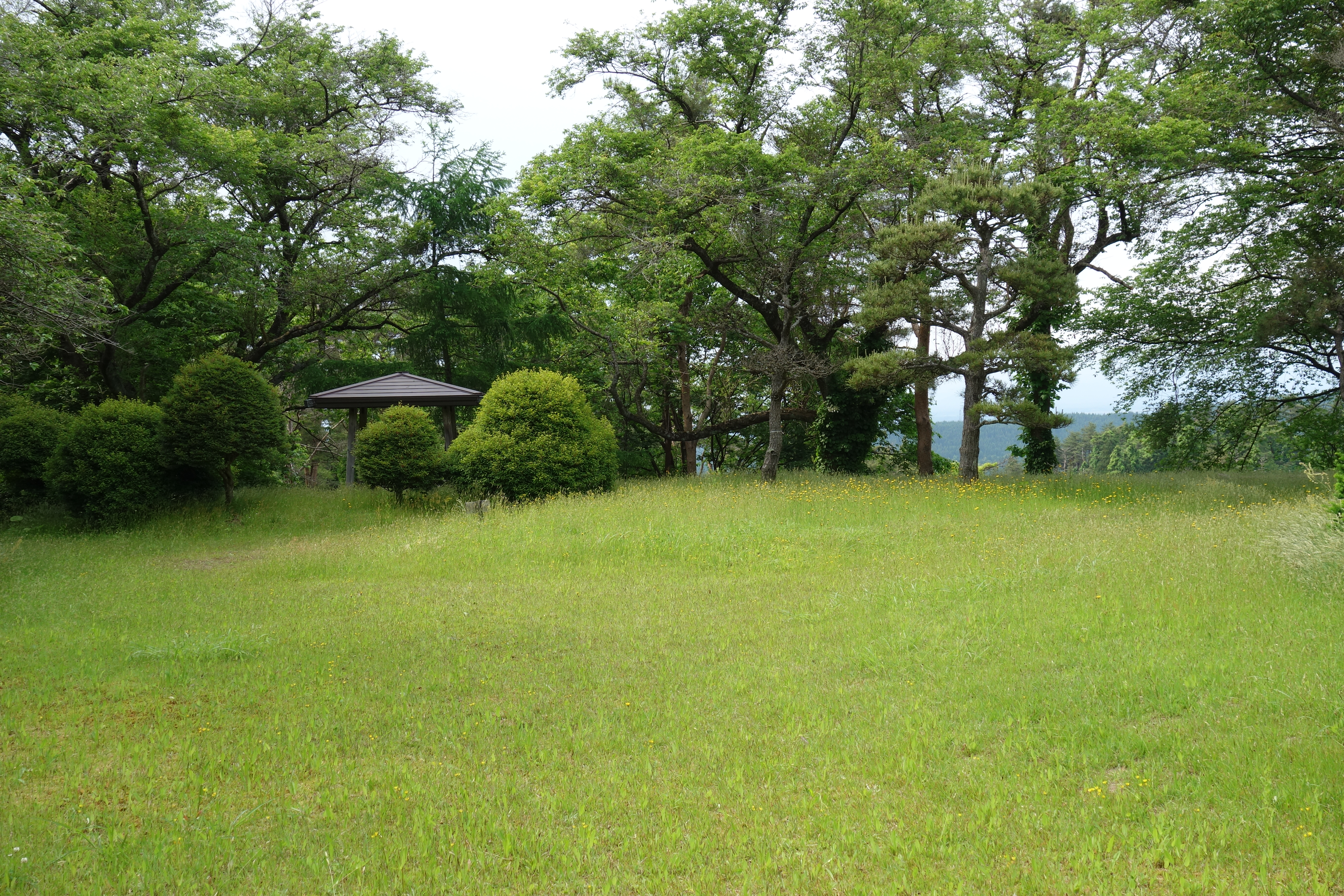
檜山城本丸跡

下国家は忠季以降、尋季、舜季、愛季、実季まで5代にわたり、陸奥国比内・阿仁地方に勢力を拡大したと見られる。この地方が出羽国の一部として扱われるようになったのは、これ以後と推定される。
忠季以降の下国家は、檜山築城や寺院建立を行う一方で夷島の経営にも努め屋形号を称したため、檜山屋形とも呼ばれる。しかし、次第に夷島が下国家の統制から離れ始め、特に夷島において被官であった蠣崎氏が上国守護職に加えて松前守護職を名乗ったことを追認せざるを得なくなるなど、戦国時代前期には実質上北出羽の一豪族となった。
下国家は東海将軍、日之本将軍を称し、出羽、陸奥北部から夷島にかけての支配圏を内外に誇示しようとしたとされているが、これには否定的見解も出されている。舜季は、天文19年（1550年）夷島に渡り蠣崎氏とアイヌとの講和を仲介するなど蝦夷に対する一定の権威を示し、以後も蠣崎氏の徴収する関銭の大半を上納させ、軍役を課している。一方で日本海海運の拠点であった小浜湊に代官関戸氏を置いていたとの見解もあり、北日本海に止まらない活動範囲も指摘されている。

#### 湊家（湊安東氏）

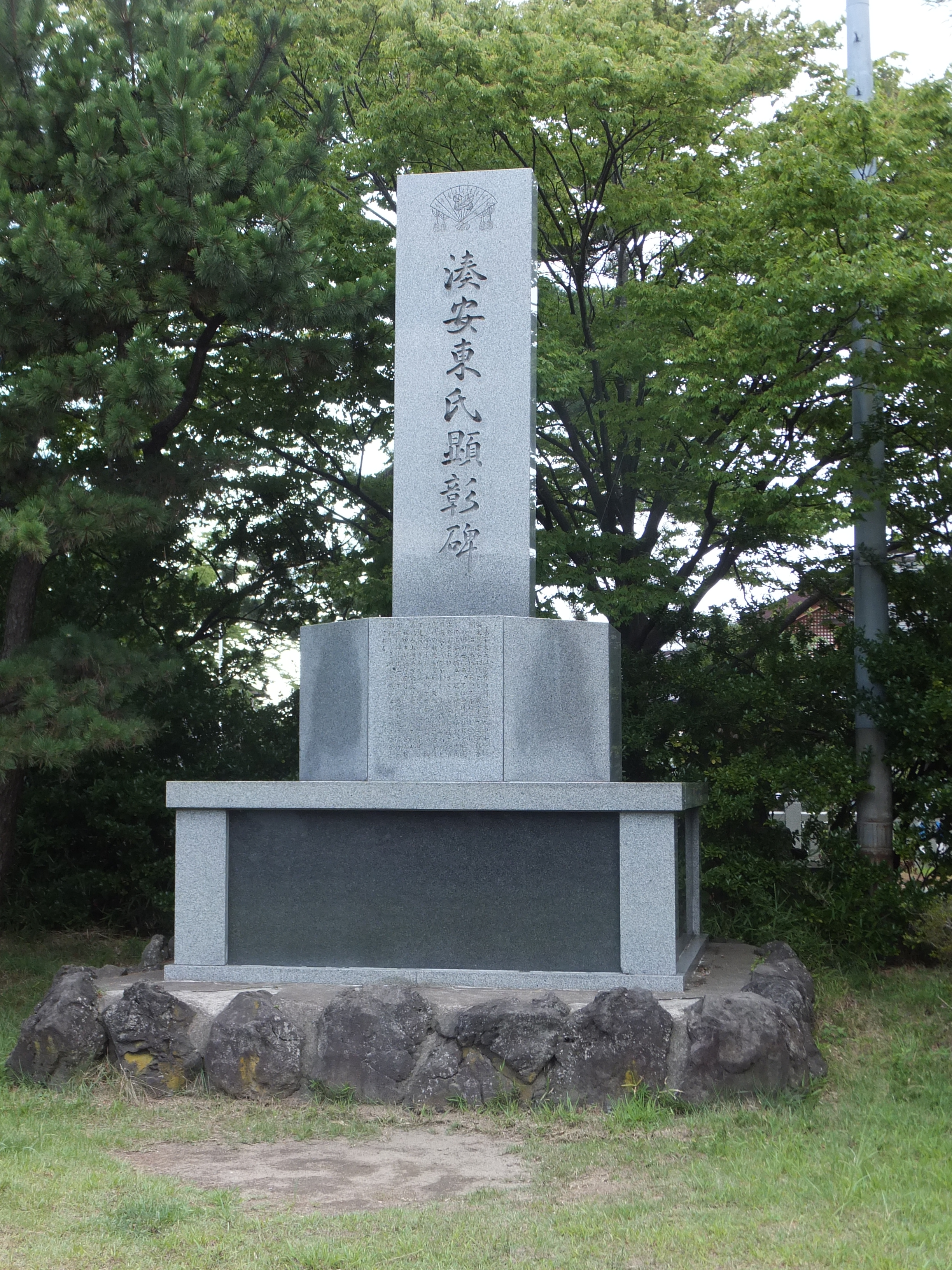
湊安東氏顕彰碑（湊城跡）

上国家は、室町幕府関係の史料上一貫して湊家と記載されているため、本節以後は湊家と表記する。湊家は遅くとも天文年間には京都扶持衆となっていること、代々「左衛門佐」を名乗り本願寺や細川氏とも誼を通じるなど中央との交流があったこと等が確認されているものの、事績を伝える確実な史料に乏しく研究が進んでいない。湊家は上述のとおり秋田郡に拠り出羽小鹿島や出羽湊（現・秋田県秋田市）を領し、後に秋田郡全体を制して秋田城介を自称した。檜山屋形と並び、秋田屋形とも呼ばれる。
湊家の成立について、従来の説は鹿季が出羽湊に入ったとの系図記載記事を踏襲したものであったが、近年、南北朝時代成立の史料により男鹿半島の領主として確認される安藤孫五郎、安東太の両者や、「市川湊文書」に含まれている寺社修造棟札写に残る寂蔵、安倍忠季、安倍浄宗等が鹿季の南遷と伝えられている時代以前に遡れること、湊家以前の男鹿半島の領主を女川家と伝える伝承があること等から、湊家の成立と伝えられる以前に安東一族が秋田郡に土着していた可能性を指摘する見解 や、鎌倉末期に安藤氏の乱において惣領から退けられた季長を上国家の祖と見なす見解 などが出されている。また、鹿季を宗季の子とする系図を支持する見解もある。
伝承されている系図は南部氏関係の史料とは概ね一致するものの、前述のように寺社修造棟札写から復元される歴代とは異なっており、その実態については今後の研究が待たれている。

### 第4期（両家統合期）

#### 戦国大名化

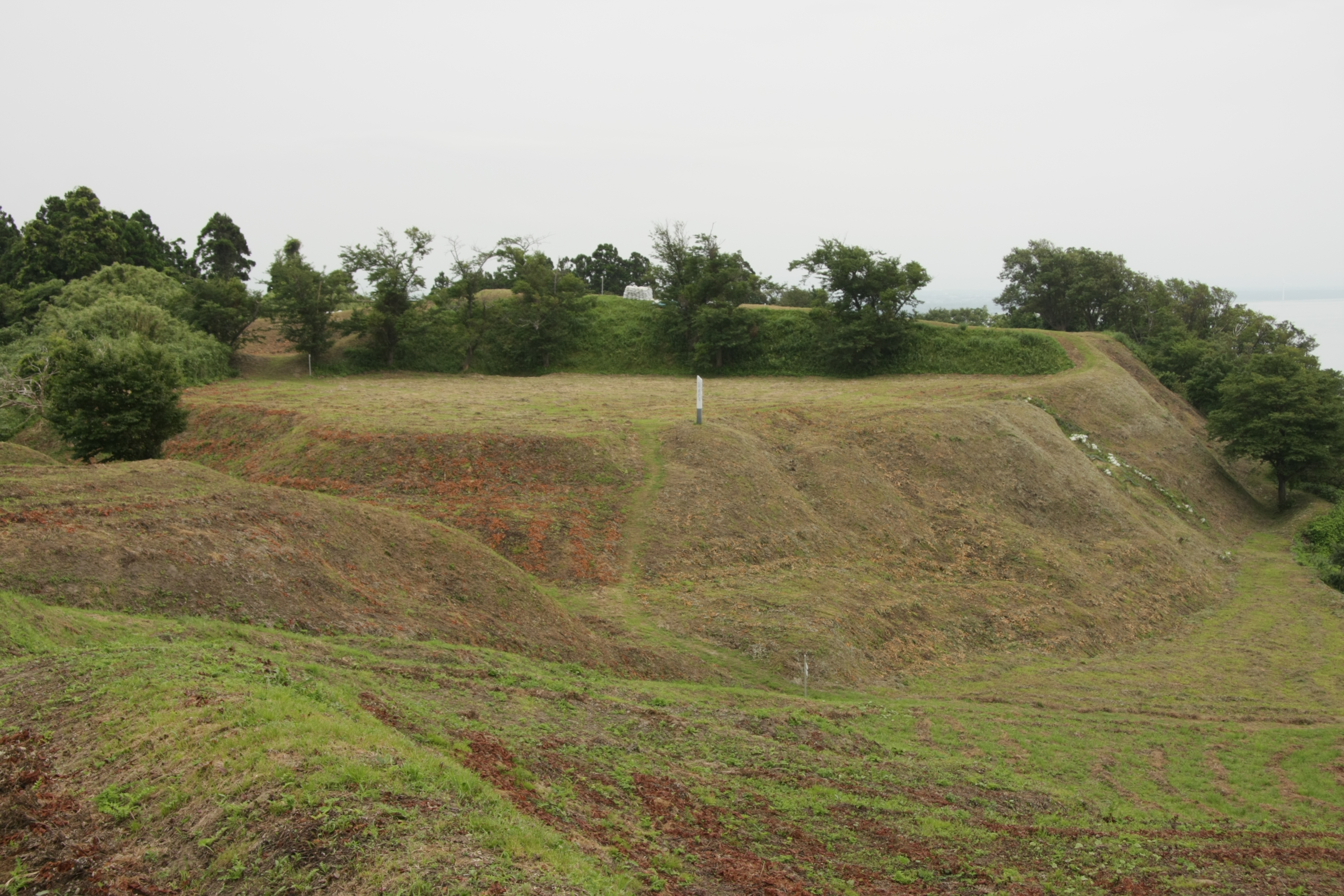
脇本城内館跡

戦国時代後期に入ると湊家に後嗣がなく断絶の危機を迎えたため、詳細は不明であるが 下国家の愛季が湊家をも継承して、元亀元年（1570年）に安東氏を統合し、安東氏の全盛期を築き上げた。愛季は上杉謙信、織田信長 らと対等の誼を通じ、天正5年7月22日（1577年8月6日）に従五位下に、天正8年8月13日（1580年9月21日）には従五位上侍従となる。一方、当時配下であった蠣崎慶広を使い浅利勝頼を謀殺するなど領内の反抗勢力を滅ぼし、旧湊家系国人衆の反乱である湊騒動を収め由利地方から大宝寺氏の干渉を駆逐する など権力基盤を固めた。これらにより、安東氏は戦国末期に至り、秋田郡・檜山郡・豊島郡・由利郡を勢力範囲とする戦国大名へと成長した。居城も檜山から脇本城（秋田県男鹿市）を経て天正17年（1589年）湊城へ移している。

#### 近世大名秋田氏
安東氏は天正17年以降、秋田城介を名乗り秋田氏を称した。愛季没後は実季が後継者となるが、天正17年2月9日（1589年3月25日）に戸沢盛安の支援を受けた一族の通季から攻撃を受け（湊合戦）、実季は由利衆の協力により反乱を鎮圧することができた。この合戦は豊臣政権から惣無事令違反とみなされ咎められたが、石田三成への工作により家の存続を許され、出羽秋田52,404石の大名（更に太閤蔵入地26,245石の代官）として生き延びることができた。豊臣政権下では、伏見築城や朝鮮出兵の際の杉板供給役を務めている。
実季は関ヶ原の戦い後の慶長7年（1602年）、常陸国宍戸（現茨城県笠間市）50,000石に国替となり、慶長16年1月15日（1611年2月27日）には、従来自称してきた従五位下秋田城介に正式に補任された。
実季の子の俊季は、正保2年（1645年）に陸奥国三春（現・福島県三春町）55,000石に移され、まもなく5,000石を分家に分与して50,000石の三春藩主となった。以後、秋田氏は江戸時代を通じ大名として存続し、明治維新に及び華族令施行により華族に列し、子爵を授けられた。

## 研究史
明治時代中期に吉田東伍の『大日本地名辞書』により系譜の検討や行政上の位置付け等がなされたのが、安藤氏研究の始まりと評価されている。その後、喜田貞吉による「日の本将軍」への言及、古田良一による奥州藤原氏との関連性及び十三湊の歴史研究に続き、1962年（昭和37年）、豊田武により初めて御内人としての位置付けが取り上げられた。しかしながら豊田説では、安東蓮聖などを出した平姓安東氏との混同が見られたため、安東氏の活動範囲を実体以上に広く捉える影響を後世に与えることとなった。
以後、宮崎道生、平山久夫、遠藤巌、大石直正、海保嶺夫、外山至生、佐々木慶市らにより、中世国家論から対外関係史にまで研究成果は及んだ。
中世国家論に関しては、学説上、中世国家の北方支配上日本海側を重視する遠藤巌の「ひのもと将軍体制」論と太平洋側を重視する入間田宣夫の「パックス南部」論が対立している。
対外関係史に関しては、1990年代以降、村井章介により中世国家の東西境界周辺の得宗被官である西の千竈氏と東の安東氏の比較検討研究が進み、ともに中央部の武士団に比べて所領面積が広大であり、国家の境界外に及んでいる点が指摘されている。
系図に関しては、1980年代初頭の塩谷順耳以降、伝承されてきた系図を史料に基づき修正する動きが現れ、遠藤巌により国制上の位置づけを念頭に置いた、より水準の高い研究となったとの評価があるが、鈴木満による異論も出ている。

## 系図
（安東氏の系図には異同が多い ため、ここでは代表的なものを掲げ、他の有力な伝承や近時の学説を付記した。）